# Dumnorix
Dumnorix est un chef éduen de haute naissance, frère cadet du druide Diviciacos et gendre d'Orgétorix, roi des Helvètes. Bien qu'issu d'un peuple gaulois allié des Romains, il complota contre  Jules César et refusa de le suivre dans son invasion de la Bretagne (actuelle Grande-Bretagne) et César le fit tuer en 54 av. J.-C.. Les seules informations connues sur Dumnorix proviennent des Commentaires sur la Guerre des Gaules. À Bibracte, capitale des Éduens, on a retrouvé des monnaies à son effigie ainsi que quelques inscriptions à son nom.

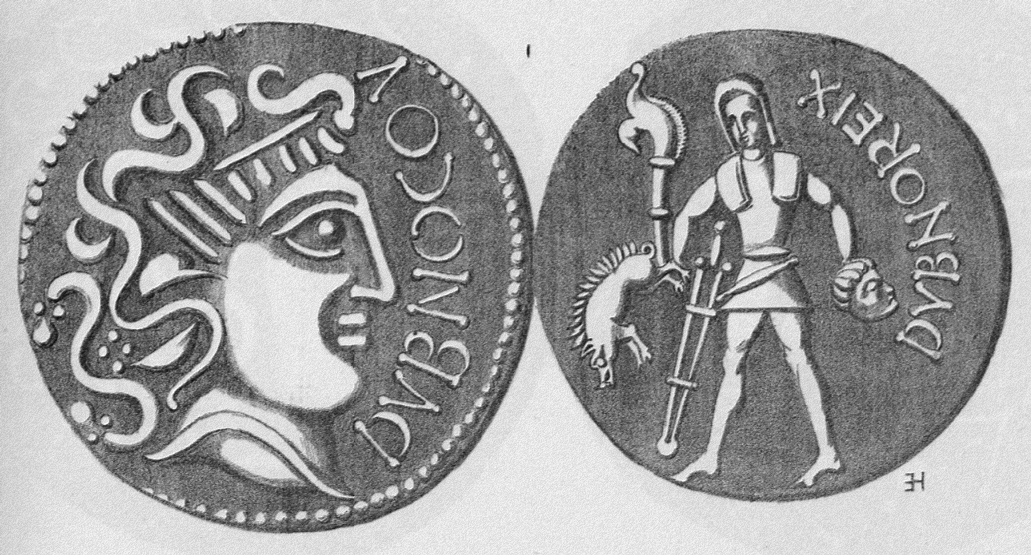
Monnaie d'argent au nom de Dumnorix trouvée à Alise-Sainte-Reine, dessin d'Eugène Hucher, 1868.

## Étymologie
Du gaulois dumnos ou dubnos, profond, noir, le monde d'en-bas, et de rix, roi. Son nom signifie littéralement le roi du monde d'en-bas.

## Sa vie
D'après les écrits de César, Dumnorix, qui avait alors le « principat » (un vergobret ?) des Éduens, conspira avec Orgétorix, le chef helvète qui préparait la migration de son peuple, et Casticus, chef séquane, pour prendre le contrôle de leurs tribus respectives puis s'emparer de la Gaule entière. Dumnorix épousa la fille d'Orgétorix pour sceller leur alliance. Les Helvètes découvrirent la conspiration et jugèrent Orgétorix. Ils poursuivirent cependant leurs plans de migration.
En -58, lors de la migration des Helvètes, il agit pour autoriser leur passage sur les terres séquanes. Puis, il usa de son influence sur le peuple pour empêcher la livraison de blé que les Éduens avaient promis à César. Enfin, lors de la bataille des romains contre les Helvètes, il s'enfuit avec sa cavalerie des rangs romains pour ne pas combattre ces derniers. Il fut dénoncé par le vergobret Liscus et son propre frère Diviciacos. César lui pardonna pour ne pas perturber les liens amicaux qu'il entretenait avec Diviciacos, mais le fit surveiller. Il continua cependant à comploter.
En -54, il complote contre César qui voulait l'obliger à le suivre dans son invasion de la  Bretagne (actuelle Grande-Bretagne) pour le surveiller. En voici l'extrait des Commentaires sur la Guerre des Gaules (5.6) :

« Au nombre de ces chefs était l’Éduen Dumnorix, dont nous avons déjà parlé. Il était des premiers que César eût pensé à garder avec lui, car il savait son goût de l’aventure, sa soif de domination, sa hardiesse et l’autorité dont il jouissait parmi les Gaulois. De plus, Dumnorix avait dit dans une assemblée des Éduens que César lui offrait d’être roi de ce peuple, propos qui les inquiétait fort, sans qu’ils osassent députer à César pour dire qu’ils n’acceptaient pas son projet ou prier qu’il y renonçât. César avait connu le trait par ses hôtes. Dumnorix commença par user de toutes sortes de prières pour obtenir qu’on le laissât en Gaule : « Il n’avait pas l’habitude de naviguer et redoutait la mer ; il était retenu par des devoirs religieux. » Quand il vit qu’il se heurtait à un refus catégorique, n’ayant plus aucun espoir de succès, il se mit à intriguer auprès des chefs gaulois, leur faisant peur, les prenant chacun à part et les exhortant à rester sur le continent : « Ce n’était pas sans raison, disait-il, qu’on enlevait à la Gaule toute sa noblesse : le projet de César, qui n’osait pas la massacrer sous les yeux des Gaulois, était de la transporter en Bretagne pour l’y faire périr. » Aux autres, Dumnorix jurait et faisait jurer qu’ils exécuteraient d’un commun accord ce qu’ils croiraient utile aux intérêts de la Gaule. Bien des gens dénonçaient ces menées à César. »

Dumnorix s'enfuit avec sa cavalerie. César ordonna qu'on le ramenât et qu'on le tuât s'il résistait. Dumnorix fut ainsi tué et sa cavalerie rejoignit les armées de César.

## Sources bibliographiques
- Jules César, La Guerre des Gaules 1.3, 1.9, 1.16-20, 5.5-7
- (fr) Delamarre, Xavier, Dictionnaire de la langue gauloise. Une approche linguistique du vieux-celtique continental, Paris: éditions errance, 2003.  (ISBN 2 87772 237 6)
- Karine CRUEL,  Dumnorix le nouveau visage de l'aristocratie gauloise, dans : Dossiers d'Archéologie, n°421, janvier-février 2024; p.56-58.
- L.P. DELESTRÉE, K. MEZIANE,  Un poinçon monétaire du chef éduen Dumnorix dans la vallée de la Brenne (Indre-et-Loire), dans Cahiers numismatiques, 53, 2015., p.15-20.
- C. GOUDINEAU, C. PEYRE, Bibracte et les Éduens, Paris, Errance, 1993.
- J. LACROIX,  Le celtique *dubno-et*albio- dans un ensemble de noms de peuples, de dieux, de personnages, et de lieux, dans  Études celtiques, 42, 2016., p.65-93.
- S. VERGER, Dictionnaire des personnages, nos ancêtres les Gaulois, dans  Figaro-histoire, 47, décembre 2019, janvier, 2020, p.89-90.